# Inocybe pedemontana
Inocybe pedemontana Alessio è un fungo appartenente alla famiglia delle Inocybaceae, diffuso principalmente nelle regioni pedemontane dell'Europa occidentale. È noto per la sua caratteristica forma e colorazione, nonché per le sue proprietà micotossiche. 

## Descrizione
Cappellodi dimensioni variabili da 25 a 40 mm di diametro, inizialmente convesso, poi convesso-appianato, con leggero umbone centrale; la cuticola può essere secca o leggermente viscosa, glabra, color ocra-chiaro, infine color crema; margine di solito involuto nelle fasi giovanili, tende a diventare ondulato e irregolare con l'età.
Lamelleadnate, fitte, larghe, biancastre, poi crema, possono varare al bruno con l'età o dopo il contatto con l'aria, filo lamellare eroso, bianco.
Gambo20-40 mm, cilindrico, fibrilloso o finemente scaglioso, pieno, pruinoso all’apice, bianco, bianco con sfumature ocra verso la base.
Carnebianca, sottile, color ocra alla base del gambo.
Odoresgradevole, spermatico.
Saporedolciastro.

## Commestibilità
Questa specie è considerata velenosa e può causare disturbi gastrointestinali se ingerita.

## Habitat e distribuzione
I. pedemontana è un fungo terricolo che cresce in simbiosi con le radici delle piante. È tipicamente associato a boschi di latifoglie, come quelli di quercia, faggio e castagno. È diffuso principalmente nelle regioni pedemontane dell'Europa occidentale, in particolare in Francia, Italia e Svizzera.

## Tassonomia
I. pedemontana è stato descritto per la prima volta dal micologo italiano Carlo Luciano Alessio nel 1980. Il nome specifico "pedemontana" fa riferimento all'areale di distribuzione principale della specie, situato nelle zone pedemontane delle Alpi e degli Appennini. Questo fungo è stato classificato nella famiglia delle Inocybaceae, che comprende numerosi generi di funghi micorrizici.

## Specie confondibili
Secondo alcuni l'I. pedemontana è da considerarsi sinonimo di I. appendiculata.